# Ринопитеки
Ринопите́ки, или курносые обезьяны (лат. Rhinopithecus) — род обезьян из семейства мартышковые. В некоторых классификациях род объединяют с родом пигатриксы (Pygathrix).

## Распространение
Ринопитеки обитают в Азии, ареал охватывает южный Китай (Тибет, Сычуань, Юньнань и Гуйчжоу), а также север Вьетнама и Мьянмы.

## Описание
Название получили от др.-греч. ῥίς «нос», из-за его уникальной формы: у этих обезьян нос как бы «обрублен», а ноздри смотрят вперёд. Шерсть разнообразных расцветок, длинная, особенно на плечах и спине. В длину ринопитеки от 51 до 83 см, хвост от 55 до 97 см.

## Поведение
Населяют горные леса, встречаясь на высоте до 4000 м над уровнем моря. Большую часть времени проводят на деревьях. Сбиваются в крупные группы, насчитывающие до 600 особей, но при недостатке пищи, например зимой, имеют тенденцию образовывать более мелкие группы. Количество самцов в группе превышает количество самок. Каждая группа защищает свою территорию при помощи криков.
Рацион состоит в основном из хвои деревьев, ростков бамбука, фруктов и листьев. В качестве приспособления к растительной пище имеют многокамерный желудок.

## Воспроизводство
Первый шаг в поиске партнёра для спаривания делает самка. Установив зрительный контакт с самцом, она немного отбегает от него и показывает свои гениталии. Если самец заинтересуется (что случается не всегда), он подбегает к самке и начинается спаривание. Беременность длится 200 дней, единственный детёныш рождается поздней весной или ранним летом. Половой зрелости достигают в возрасте шести или семи лет.

## Виды
5 видов:
- Курносая мартышка (Rhinopithecus avunculus) с тремя подвидами:
  - Rhinopithecus roxellana roxellana
  - Rhinopithecus roxellana qinlingensis
  - Rhinopithecus roxellana hubeiensis
- Чёрный ринопитек (Rhinopithecus bieti)
- Гуйчжоуский тонкотел (Rhinopithecus brelichi)
- Рокселланов ринопитек (Rhinopithecus roxellana)
- Бирманская курносая обезьяна (Rhinopithecus strykeri)